# یوهانس ارم
یوهانس ارم (استونیایی: Johannes Erm؛ زادهٔ ۲۶ مارس ۱۹۹۸) ورزشکار دهگانه اهل استونی است.
وی در مسابقات کشوری و بین‌المللی در مجموع برندهٔ ۲ مدال نقره، ۱ مدال برنز شده‌است.